# Catemaco
Catemaco est la ville chef-lieu de la municipalité homonyme. Elle est établie sur les bords du lac Catemaco, dont elle tire son nom. Ce lac d'origine volcanique fait partie du massif de la Sierra de los Tuxtlas, comprenant plusieurs volcans. Cette ville et sa municipalité font partie de la « Región Olmeca », qui est l'une des dix subdivisions administratives de l'État de Veracruz. Historiquement, cette région a été occupée par le peuple des Olmèques, avant le début de l'ère chrétienne.

## Géographie

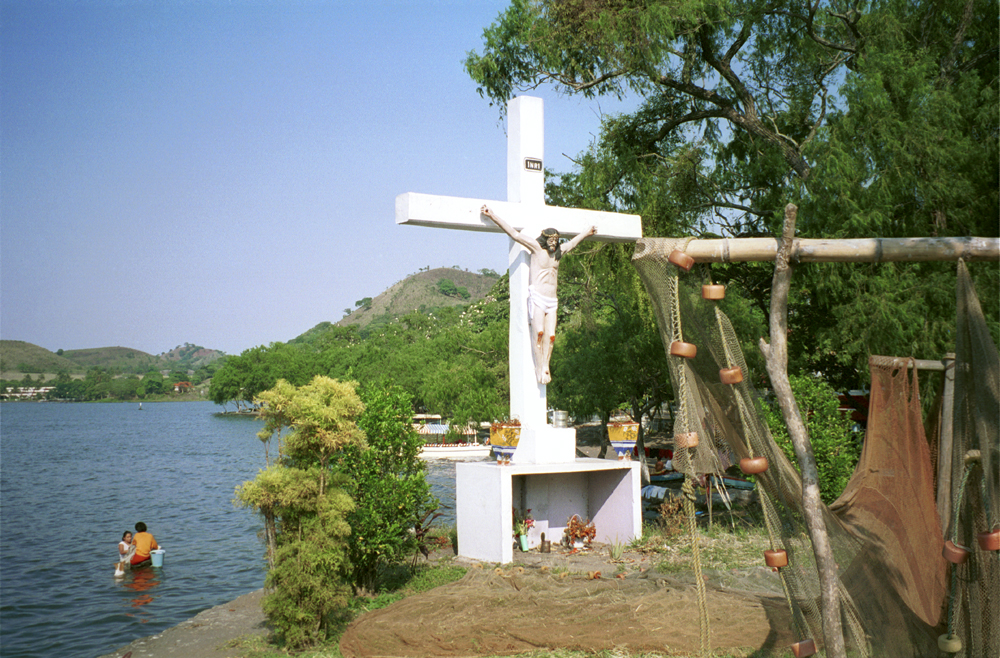
Le lac Catemaco.

À deux heures de route environ de Veracruz, cette merveilleuse partie méconnue du pays s'étend sur 710 km2 le long du golfe du Mexique aux pieds des volcans San Martin et Sierra Santa Marta. Le paysage y est pittoresque et de toute beauté, grâce à la majesté du lac Catemaco, de la lagune Sontecomapan et de la réserve naturelle Los Tuxtlas.
La région compte environ 50 000 habitants dont la moitié réside en ville.
Le lac Catemaco se situe à 340 mètres d'altitude. Il est entouré des sommets des volcans. Au nord, la lagune Sontecomapan niche au cœur d'une vaste plaine. Elle est liée à la mer par la Barra de Sontecomapan, la plage de Catemaco.

## Économie
La région vit du tourisme, d'élevage, de pêche et d'agriculture. C'est une des régions les plus pauvres de l'État de Veracruz.
Communauté isolée, Catemaco est aujourd'hui surtout réputée pour être le « siège social » de sorciers et sorcières locaux.

### Tournages de cinéma
- La Mort en ce jardin de Luis Buñuel
- Apocalypto de Mel Gibson
- Sur la piste du Marsupilami[1] d’Alain Chabat